# Drut ostrzowy

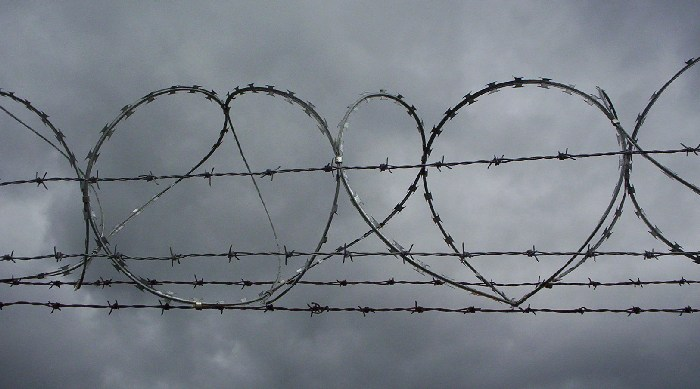
Drut kolczasty i ostrzowy

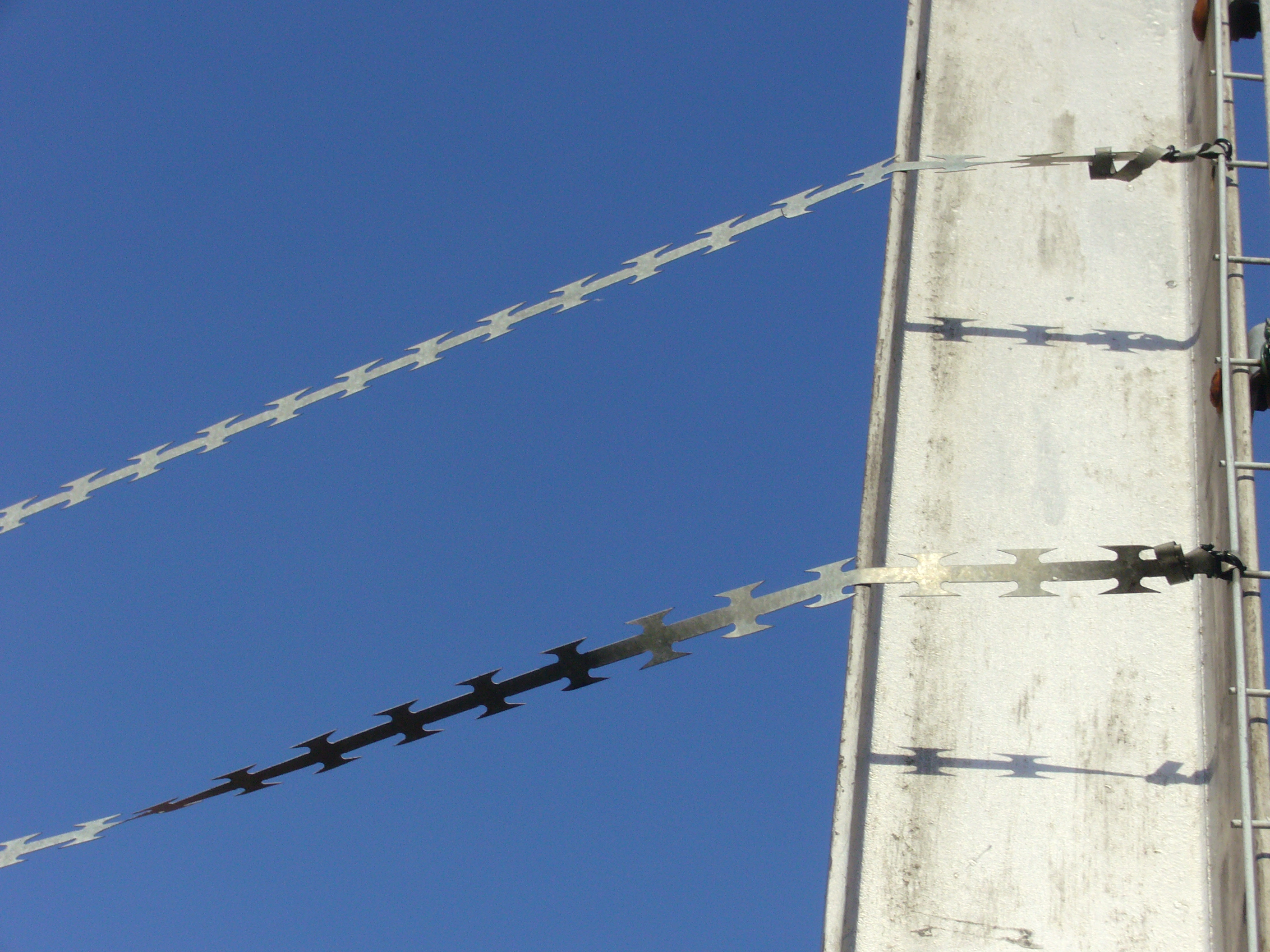
Drut ostrzowy typu „Barbed”

Drut ostrzowy (żyletkowy, brzytwiasty) – rodzaj drutu kolczastego. Jest to ogrodzenie typu agresywnego, tzn. powodujące straty u osoby je forsującej. Ma postać drutu lub taśmy stalowej, z zamocowanymi na całej długości blaszkami z zadziorami.
Podobnie jak tradycyjny drut kolczasty, jest stosowany zarówno w postaci liniowej, w formie zwojów o średnicy zależnej od zastosowania (od 30 cm do 1 m), a także siatek. 
Zasieki z drutu ostrzowego w formie podwójnej spirali, druty spiral są łączone w 3 - 5 miejscach na zwój, noszą nazwę „koncertina”. Taka zapora jest trudna do sforsowania, ponieważ ma względnie dużą sztywność w płaszczyźnie pionowej, a do jej przerwania nie wystarczy przecięcie drutu w jednym miejscu, jak w przypadku pojedynczych zwojów.
Drut ostrzowy jest często malowany na kolor zbliżony do otoczenia, w którym będzie stosowany. Z drutu ostrzowego wyrabiane są również specjalne zgrzewane siatki zwane siatką ostrzową. Drut ostrzowy stosowany jest jako ogrodzenie w jednostkach wojskowych, lotniskach, zakładach karnych i aresztach śledczych. W niektórych krajach nie wolno go stosować do wykonywania ogrodzeń obiektów cywilnych.